# Nick Santino
Nick Santino (New York, 24 januari 1965 - aldaar, 24 januari 2012) was een Amerikaans theater- en filmacteur.

## Biografie
Nick Santino werd geboren in Brooklyn. Toen Santino vijf maanden oud was, kwam hij terecht in het St. Joseph's Weeshuis. Na bij negen verschillende pleeggezinnen te hebben gewoond, besluit Santino op zijn zeventiende om voor zichzelf te zorgen. Nadat Santino vlak ervoor zijn favoriete huisdier, pitbull Rocco, had laten inslapen, maakte Santino op zijn 47e verjaardag een eind aan zijn leven.